# Peeter Volkonski

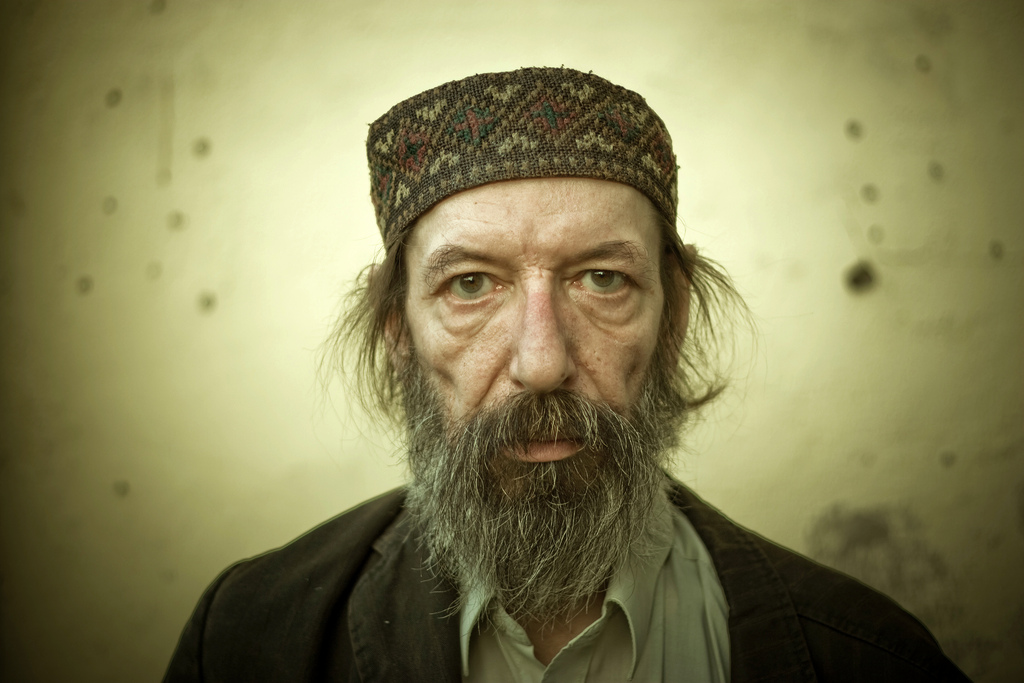
Peeter Volkonski (2010)

Peeter Volkonski (russisch Пётр Андреевич Волконский, Pjotr Andrejewitsch Wolkonski; * 12. September 1954 in Tallinn) ist ein estnischer Schauspieler, Rockmusiker und Komponist.

## Leben
Volkonski stammt aus dem estländischen Zweig der russischen fürstlichen Rurikiden-Familie Wolkonski. Sein Urgroßvater war ein Bruder von Sergei Michailowitsch Wolkonski. Sein Vater Andrei Michailowitsch Wolkonski war als Cembalist, Komponist und Förderer Alter Musik bekannt, seine Mutter war die Dichterin Helvi Jürisson (* 5. Oktober 1928; † 16. September 2023).
Nach dem Studium an der Estnischen Musikakademie in Tallinn wirkte er als Schauspieler in verschiedenen Filmen mit und war ab 1980 Sänger der Punk-Rock-Band Propeller. Seine Fassung des Liedes Mis maa see on (Was für ein Land ist das?), ursprünglich für Siiri Sisask, ist besonders bekannt geworden. 2001 wurde er mit dem Orden des weißen Sterns, 5. Klasse (Ritterkreuz) ausgezeichnet.